# Garmarna
Garmarna est un groupe suédois de folk rock. Leur style musical folk, tantôt reprise d'airs traditionnels, tantôt composée par eux-mêmes, est matinée de nuances rock et d'un soupçon de musique électronique. Les paroles des chansons, principalement reprises de ballades, poèmes et contes traditionnels suédois, sont la plupart du temps sombres, à l'image de leur musique. Le nom du groupe vient de Garm, le chien qui garde le Helheim dans la mythologie nordique.

## Histoire
Le groupe est formé en 1990 à la suite d'une représentation de Hamlet. Frappés par la pièce et par la musique jouée par Olov Johansson, Gotte Ringqvist, Stefan Brisland-Ferner et Rickard Westman décident de monter un groupe le jour suivant. Jens Höglin les rejoint en 1992 à l'occasion d'un concert lors d'un festival. Quant à Emma Härdelin, elle rejoindra le groupe d'abord en tant que chanteuse invitée sur leur première démo, puis en tant que membre à part entière dans leur premier album.
En 1999, le groupe publie son troisième album, Vedergällningen. La production de l'album s'oriente vers le rock et le trip hop. Après la sortie de Vedergällningen, le groupe en studio pour terminer son vrai premier album, Hildegard von Bingen, qui est publié en 2001.
En 2003, leur premier EP est publié comme album accompagné de six morceaux bonus. En 2016, le groupe publie son sixième album, 6.

## Influences

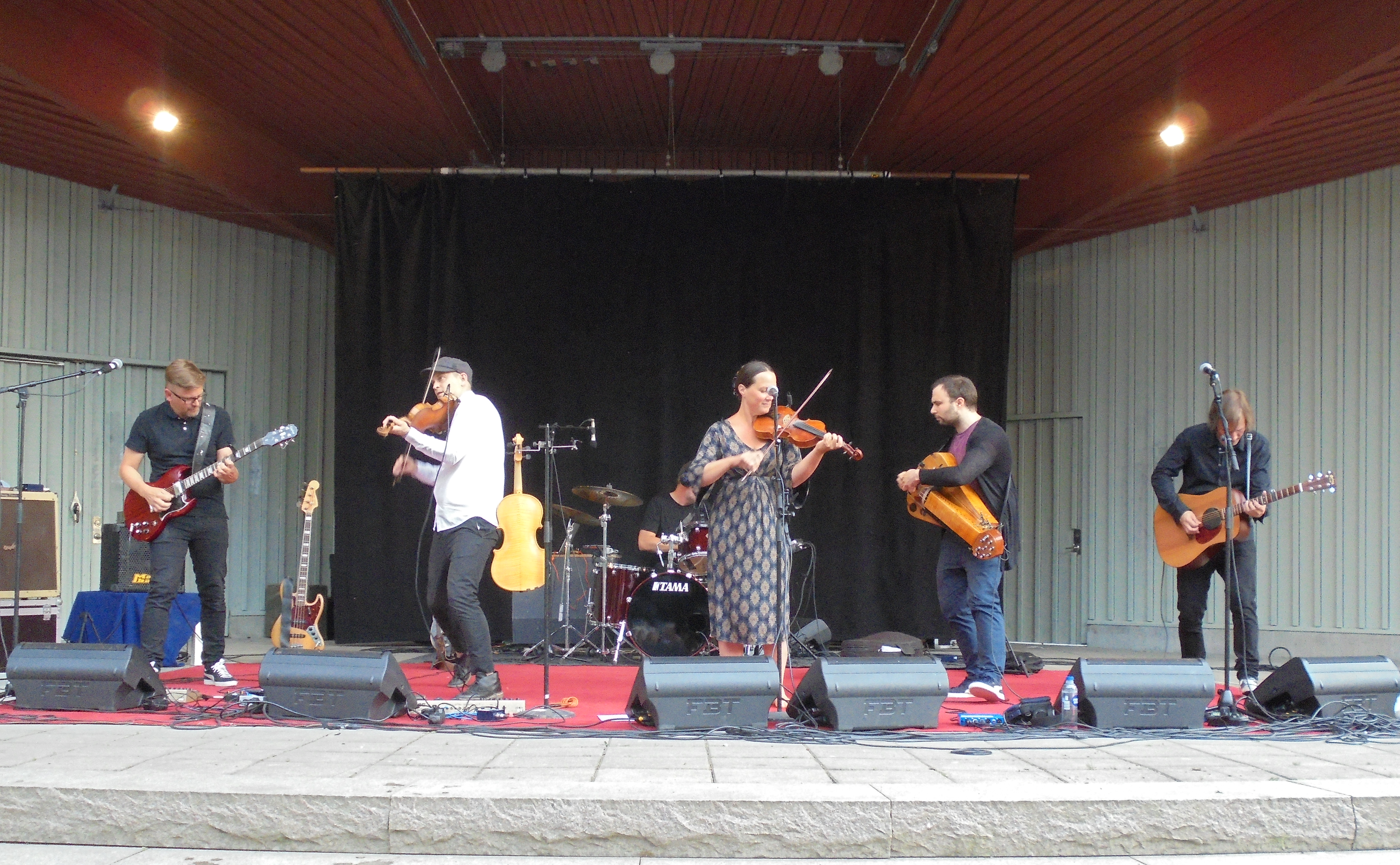
Garmarna sur scène.

On peut noter que deux de leurs morceaux (Herr mannelig et Vänner och Fränder) ont été repris par le groupe de folk metal allemand In Extremo. Herr Mannelig a également été repris par un autre groupe de metal symphonique allemand Haggard, ainsi que par le groupe allemand Wolfenmond. Mais ces morceaux sont des reprises du folklore suédois, et non des compositions du groupe. 
Le groupe folk och Rackare avait popularisé Vänner och Fränder en 1976. Lena Willemark enregistre une version de Herr Mannelig en 1993, tandis que la chanteuse norvégienne Kerstin Blodig reprend Vänner och Fränder en 2005. La chanteuse Emma Härdelin enregistre une autre version de Vänner och Fränder avec son groupe Triakel en 2004, elle était intitulée, Grannar och Vänner.

## Culture populaire
Le morceau Gamen est présent dans la bande originale du jeu vidéo Project Gotham Racing 2.

## Membres
- Stefan Brisland-Ferner - violon, viole, vielle à roue, guitare, sampler
- Emma Härdelin - chant, violon
- Jens Höglin - batterie, percussion
- Gotte Ringqvist - guitare, luth, violon
- Rickard Westman - guitare, basse, e-bow, guimbarde

## Discographie

### Albums studio
- 1993 : Garmarna (démo)
- 1994 : Vittrad
- 1996 : Guds spelemän
- 1999 : Vedergällningen
- 2001 : Hildegard von Bingen
- 1993 : Garmarna (réédition de la démo éponyme, avec six pistes supplémentaires)
- 2016 : 6
- 2020 : Förbundet

### Singles
- 1996 : Herr holger
- 1997 : En gång ska han gråta
- 1999 : Gamen
- 1999 : Euchari
- 2016 : Över gränsen

### Autres
- 1999 : Rastlös en piste 5 sur la compilation We're Only in it for the Money (20 years of Massproduktion)